# Sasha Zvereva
Aleksandra Valerevna Zvereva (en russe : Александра Валерьевна Зверева), est une chanteuse russe également connue sous le surnom de Sasha Zvereva née le 1er mars 1981 à Potsdam en Allemagne de l'Est. Son prénom est quelquefois transcrit Alexandra (norme anglo-saxonne).
Sa taille est de 1,66 m (5′ 5″).

## Biographie
Aleksandra naît à Potsdam dans une famille orthodoxe très croyante, avec un père militaire dans l'armée rouge qui a été envoyé travailler en RDA. Elle n'a que dix-huit ans en 1999 quand elle est sélectionnée comme soliste par le groupe d'euro-pop Demo (ru) sur plus de trois cent cinquante candidates, le succès de leur premier album Солнышко ("Soleil" en russe) eut un succès spectaculaire en Russie et dans l'ensemble de l'Europe de l'Est.
De 2002 à 2009, elle est l'épouse du banquier Ilya Gusev, avec qui elle a une fille, Vassilia, en 2003, et un fils, Makar, en 2008. Elle se remarie en 2012 avec le disc-jokey Bobina. Le couple déménage à Los Angeles en 2014 et a un fils, Lev, en 2015.

## Discographie

### Albums
1. Солнышко   -  Le Soleil (1999)
2. DJ Remix   -      DJ Remix 2000 (2000)
3. Выше неба   -      Au-dessus du ciel (2001)
4. До свидания, лето   -      Au revoir l'été (2002)
5. Радуга   -      Arc-en-ciel (2004)
6. Это шоу-бизнес, baby   -      C'est le show business, bébé (2005)
7. Запрещённые песни   -      Chansons interdites (2007)

### Singles
1. Солнышко   -      Le Soleil (1999)
2. 2000 лет   -      2000 ans (1999)
3. Я не знаю…   -      Je ne sais pas ... (1999)
4. Я делаю вдох   -      Je respire (2000)
5. Всё просто!…   -      Tout est simple! ... (2000)
6. Выше неба   -      Au-dessus du ciel (2000)
7. Давайте петь!   -      Chantons! (2000)
8. Странные сны   -      Rêves étranges (2001)
9. Улыбните ваши лица (совместно с Братьями Улыбайте)   -      Souriez à vos visages (avec les frères Souriez) (2001)
10. Последняя песня   -      Dernière chanson (2002)
11. Желание   -      Désir (2002)
12. До свидания, лето!   -      Au revoir, l'été! (2002)
13. До утра   -      Jusqu'au matin (2002)
14. Попала   -      Hit (2003)
15. Новый год идёт…   -      La nouvelle année approche ... (2003)
16. Радуга   -      Arc-en-ciel (2004)
17. Тайна   -      Mystère (2004)
18. Супермама   -      Super maman (2004)
19. Не с тобой   -      Pas avec toi (2004)
20. Не думай, не гадай   -      Ne pense pas, ne devine pas (2005)
21. Всё нормально   -      Tout va bien (2005)
22. Нежность   -      Tendresse (2006)
23. Соседи   -      Voisins (2006)
24. Это небо   -      C'est le paradis (2007)
25. Точка   -      Point (2009)
26. Первый поцелуй   -      Premier baiser (2009)
27. Создай движение   -      Créer un mouvement (2010)
28. Расплетает косы весна   -      Tresses de printemps (2010)